# André Kursim

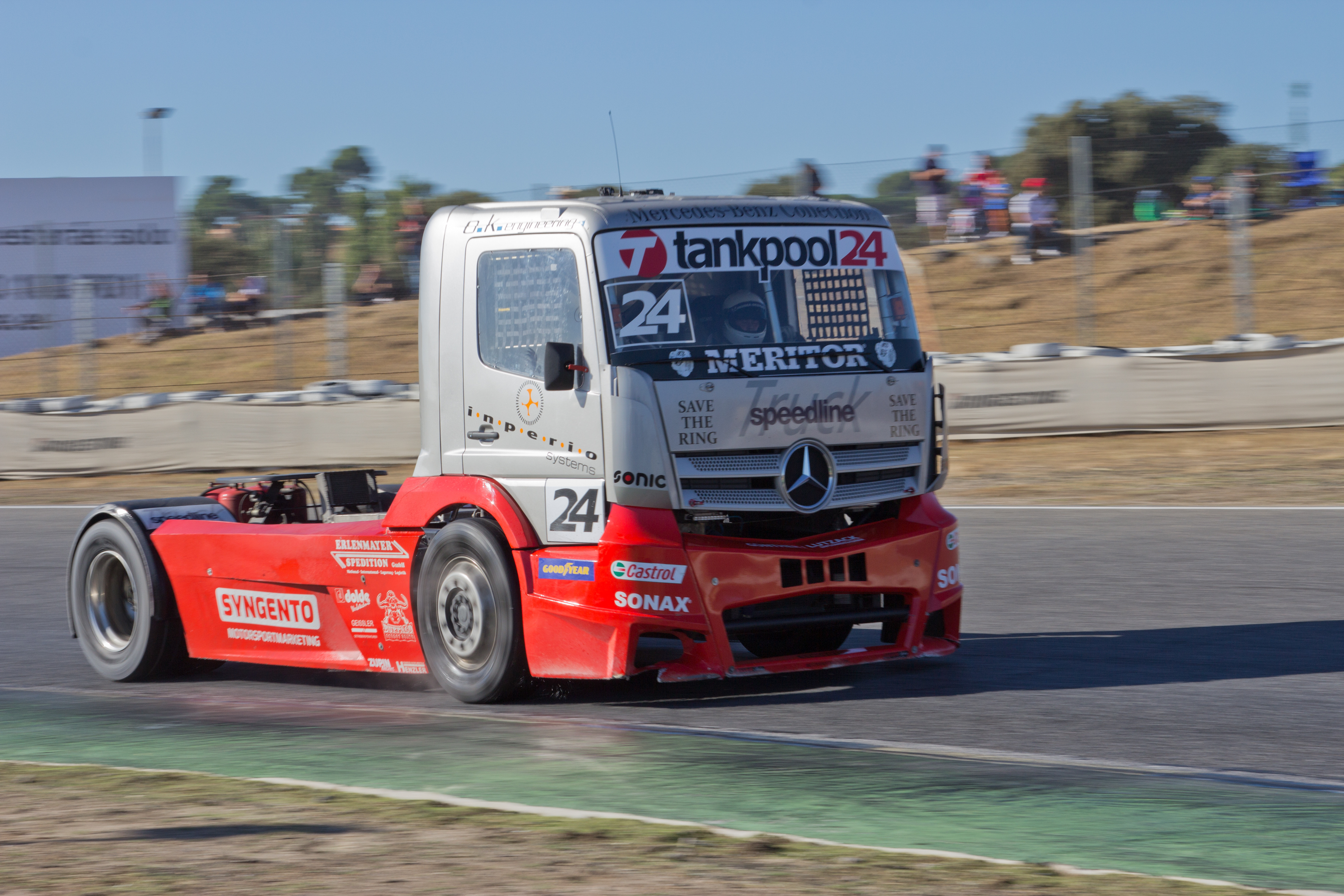
Kursim, en su debut en el ETRC, corriendo en el Circuito del Jarama (2013).

André Kursim (Grossenluder, Alemania; 30 de septiembre de 1991) es un piloto de automovilismo alemán que ha destacado especialmente en la modalidad de carreras de camiones. Actualmente, compite en el Campeonato de Europa de Carreras de Camiones a bordo del Iveco S-Way del equipo Don't Touch Racing.

## Trayectoria

### Inicios
André Kursim empezó corriendo en karts y en carreras de resistencia de la VLN.

### Tankpool 24 Racing
En 2013 debutó en el Campeonato de Europa de Carreras de Camiones sustituyendo a Ellen Lohr después de que ésta abandonase el equipo Tankpool24 Racing. Pese a que no logró puntuar en ninguna carrera, algo normal teniendo en cuenta el equipamiento del que constaba, el equipo decidió darle más protagonismo el año siguiente, pues en 2014 corrió siete de las nueve rondas del campeonato. Como sus compañeros, no logró puntuar en ninguna carrera.
En 2015 disputó seis de las diez rondas del campeonato, y de nuevo se quedó sin puntuar. Un año después, en 2016, su equipo dio un salto de calidad, y, pese a que se perdió la primera ronda del campeonato debido a que su nuevo camión no estaba terminado, logró puntuar en once ocasiones. En 2017 las aspiraciones de Kursim aumentaron, pues la introducción de una nueva subcategoría, la Copa Promotor, le daba posibilidades de subirse al podio, ganar carreras y pelear por un título. Así, 2017 se convirtió en el año de explosión de Kursim, que logró ganar dos carreras en el ETRC y acabar por primera vez en su carrera en el top-10 de la general. En la Copa Promotor acabó subcampeón, con 26 podios, 11 de ellos victorias.

### Don't Touch Racing
En 2018 se unió al equipo de nueva creación Don't Touch Racing. Como el año anterior había acabado en el top-10 de la general, ya se le consideraba como un piloto titán, y ya no era apto para sumar puntos en la Copa Promotor. Dicha temporada, Kursim, a bordo de un Iveco Stralis, logró ser octavo, siendo el mejor resultado en la general de su carrera, y sumó otro triunfo. El año siguiente volvió a ser octavo, pero en esta ocasión ganó dos carreras. 
En 2020 no pudo correr debido a la pandemia de coronavirus, pero regresó en 2021, y sumó otro triunfo en el segundo Gran Premio de la temporada. 

## Resultados

### Resultados en el Campeonato de Europa de Carreras de Camiones
| Año  | Camión        | N.º | Pilotos            | 1       | 1       | 1       | 1       | 2       | 2       | 2      | 2      | 3       | 3      | 3      | 3       | 4       | 4       | 4       | 4       | 5      | 5      | 5       | 5      | 6       | 6       | 6       | 6       | 7      | 7      | 7      | 7       | 8       | 8       | 8       | 8       | 9       | 9       | 9       | 9       | 10     | 10     | 10     | 10     | Posición | Puntos |
| ---- | ------------- | --- | ------------------ | ------- | ------- | ------- | ------- | ------- | ------- | ------ | ------ | ------- | ------ | ------ | ------- | ------- | ------- | ------- | ------- | ------ | ------ | ------- | ------ | ------- | ------- | ------- | ------- | ------ | ------ | ------ | ------- | ------- | ------- | ------- | ------- | ------- | ------- | ------- | ------- | ------ | ------ | ------ | ------ | -------- | ------ |
| 2013 | Mercedes-Benz | 24  | Tankpool24 Racing  | MIS     | MIS     | MIS     | MIS     | NAV     | NAV     | NAV    | NAV    | NOG     | NOG    | NOG    | NOG     | RBR     | RBR     | RBR     | RBR     | NUR    | NUR    | NUR     | NUR    | SMO     | SMO     | SMO     | SMO     | MOS    | MOS    | MOS    | MOS     | ZOL     | ZOL     | ZOL     | ZOL     | JAR 18  | JAR 16  | JAR 22  | JAR Ret | LMS 19 | LMS 15 | LMS 17 | LMS 16 | -        | -      |
| 2014 | Mercedes-Benz | 24  | Tankpool24 Racing  | MIS     | MIS     | MIS     | MIS     | NAV DNS | NAV 16  | NAV 19 | NAV 18 | NOG 16  | NOG 15 | NOG 12 | NOG 15  | RBR 16  | RBR 17  | RBR 11  | RBR Ret | NUR 13 | NUR 15 | NUR 17  | NUR 15 | MOS 13  | MOS 17  | MOS 16  | MOS 17  | ZOL 11 | ZOL 11 | ZOL 20 | ZOL Ret | JAR     | JAR     | JAR     | JAR     | LMS 13  | LMS DNS | LMS DNS | LMS DNS |        |        |        |        | 20.º     | 0      |
| 2015 | Mercedes-Benz | 42  | Tankpool24 Racing  | VAL     | VAL     | VAL     | VAL     | RBR 12  | RBR Ret | RBR 13 | RBR 12 | MIS Ret | MIS 11 | MIS 13 | MIS 11  | NOG     | NOG     | NOG     | NOG     | NUR 14 | NUR 14 | NUR Ret | NUR 13 | MOS     | MOS     | MOS     | MOS     | HUN 13 | HUN 12 | HUN 12 | HUN 14  | ZOL 12  | ZOL 14  | ZOL Ret | ZOL 11  | JAR     | JAR     | JAR     | JAR     | LMS 12 | LMS 13 | LMS 13 | LMS 13 | 23.º     | 0      |
| 2016 | Mercedes-Benz | 24  | Tankpool24 Racing  | RBR DNS | RBR DNS | RBR DNS | RBR DNS | MIS 14  | MIS 13  | MIS 12 | MIS 13 | NOG     | NOG    | NOG    | NOG     | NUR Ret | NUR 16  | NUR 18  | NUR 16  | HUN 9  | HUN 8  | HUN 11  | HUN 7  | MOS 11  | MOS 9   | MOS 11  | MOS 9   | ZOL 11 | ZOL 10 | ZOL 8  | ZOL 7   | JAR 16  | JAR 9   | JAR 9   | JAR 9   | LMS Ret | LMS Ret | LMS DNS | LMS DNS |        |        |        |        | 14.º     | 27     |
| 2017 | Mercedes-Benz | 42  | Tankpool24 Racing  | RBR 12  | RBR 10  | RBR 7   | RBR Ret | MIS 9   | MIS 8   | MIS 11 | MIS 7  | NUR 10  | NUR 7  | NUR 4  | NUR C   | SVK 7   | SVK 13† | SVK Ret | SVK 9   | HUN 9  | HUN 9  | HUN 10  | HUN 8  | MOS DNS | MOS DNS | MOS DNS | MOS DNS | ZOL 6  | ZOL 1  | ZOL 8  | ZOL 1   | LMS 10  | LMS 10  | LMS 8   | LMS 7   | JAR 9   | JAR 9   | JAR 10  | JAR 9   |        |        |        |        | 9.º      | 88     |
| 2018 | Iveco         | 11  | Don't Touch Racing | MIS 11  | MIS DNS | MIS 6   | MIS 6   | HUN 4   | HUN 7   | HUN 6  | HUN 5  | NUR 7   | NUR 5  | NUR 5  | NUR 12  | SVK 7   | SVK 15  | SVK 4   | SVK 3   | MOS 6  | MOS 5  | MOS 9   | MOS 8  | ZOL 8   | ZOL 3   | ZOL 5   | ZOL Ret | LMS 8  | LMS 1  | LMS 3  | LMS 6   | JAR DNS | JAR DNS | JAR 9   | JAR Ret |         |         |         |         |        |        |        |        | 8.º      | 146    |
| 2019 | Iveco         | 11  | Don't Touch Racing | MIS 11  | MIS 6   | MIS 11  | MIS Ret | HUN 4   | HUN 7   | HUN 4  | HUN 1  | SVK DNS | SVK 7  | SVK 6  | SVK Ret | NUR Ret | NUR 9   | NUR 8   | NUR 2   | MOS 7  | MOS 8  | MOS C   | MOS C  | ZOL 4   | ZOL 7   | ZOL 5   | ZOL 2   | LMS 6  | LMS 1  | LMS 5  | LMS 4   | JAR 11  | JAR 8   | JAR 9   | JAR 7   |         |         |         |         |        |        |        |        | 8.º      | 138    |
| 2021 | Iveco         | 11  | Don't Touch Racing | HUN Ret | HUN C   | HUN 9   | HUN 8   | MOS 7   | MOS 1   | MOS 11 | MOS 10 | ZOL 5   | ZOL 4  | ZOL 5  | ZOL 8   | LMS 10  | LMS 9   | LMS 6   | LMS 1   | JAR 6  | JAR 1  | JAR 7   | JAR 3  | MIS Ret | MIS DNS | MIS Ret | MIS 13  |        |        |        |         |         |         |         |         |         |         |         |         |        |        |        |        | 7.º      | 93     |

### Resultados en la Goodyear Cup del ETRC
| Año  | Camión        | N.º | Pilotos           | 1     | 1     | 1     | 1     | 2     | 2     | 2     | 2     | 3     | 3     | 3     | 3     | 4     | 4     | 4       | 4     | 5     | 5     | 5     | 5     | 6       | 6       | 6       | 6       | 7     | 7     | 7     | 7     | 8     | 8     | 8     | 8     | 9     | 9     | 9     | 9     | Posición | Puntos |
| ---- | ------------- | --- | ----------------- | ----- | ----- | ----- | ----- | ----- | ----- | ----- | ----- | ----- | ----- | ----- | ----- | ----- | ----- | ------- | ----- | ----- | ----- | ----- | ----- | ------- | ------- | ------- | ------- | ----- | ----- | ----- | ----- | ----- | ----- | ----- | ----- | ----- | ----- | ----- | ----- | -------- | ------ |
| 2017 | Mercedes-Benz | 42  | Tankpool24 Racing | RBR 3 | RBR 2 | RBR 2 | RBR 6 | MIS 2 | MIS 2 | MIS 4 | MIS 2 | NUR 2 | NUR 1 | NUR 1 | NUR C | SVK 1 | SVK 5 | SVK Ret | SVK 1 | HUN 1 | HUN 2 | HUN 2 | HUN 2 | MOS DNS | MOS DNS | MOS DNS | MOS DNS | ZOL 1 | ZOL 1 | ZOL 1 | ZOL 1 | LMS 2 | LMS 3 | LMS 1 | LMS 4 | JAR 2 | JAR 1 | JAR 2 | JAR 2 | 2.º      | 375    |